# Leucochrysa (Nodita) maculata
Leucochrysa (Nodita) maculata is een insect uit de familie van de gaasvliegen (Chrysopidae), die tot de orde netvleugeligen (Neuroptera) behoort. 
Leucochrysa (Nodita) maculata is voor het eerst wetenschappelijk beschreven door Navás in 1928.